# Encyclopædia Britannica Eleventh Edition

Encyclopædia Britannica, de elfde editie

De Encyclopædia Britannica Eleventh Edition (1910-1911) is misschien wel de beroemdste editie van de Encyclopædia Britannica. Sommige artikelen zijn geschreven door de bekendste geleerden van die tijd, zoals Edmund Gosse, Alfred North Whitehead, J.B. Bury, Algernon Charles Swinburne, John Muir, Pjotr Kropotkin, Thomas Huxley, James Hopwood Jeans en William Michael Rossetti. Onder de toen minder bekende bijdragers waren sommigen die zich later zouden onderscheiden, zoals Ernest Rutherford en Bertrand Russell. Hoewel de artikelen nog altijd interessant en waardevol zijn voor moderne wetenschappers als culturele artefacten uit de 19e en vroege 20e eeuw, is de inhoud van sommige ervan achterhaald of aan toenmalige kritiek, waardoor deze bron problematisch kan zijn voor hedendaagse studenten en onderzoekers.

## Achtergrond
De elfde editie van 1911 werd samengesteld onder leiding van de Amerikaanse publicist Horace Everett Hooper en uitgegeven door Hugh Chisholm. Oorspronkelijk kocht Hooper de rechten op de 25-delige negende editie en overreedde hij de Britse krant The Times om deze, met elf extra delen, als tiende editie te herdrukken. Deze editie verscheen in 1902. Toen Hoopers samenwerking met The Times in 1909 ophield, onderhandelde hij met de Cambridge University Press om de 29-delige elfde editie te publiceren. Hoewel de elfde editie algemeen wordt beschouwd als een in wezen Brits werk, onderging het een aanzienlijke Amerikaanse invloed, niet alleen vanwege de toegenomen hoeveelheid Amerikaanse en Canadese inhoud, maar ook door de inspanningen die werden gedaan om het een meer populaire toon te geven. Ongeveer 14% van de medewerkers waren Amerikanen en in New York werd een kantoor geopend voor marketing en verkoop. De editie van 1911 was de eerste editie van de encyclopedie die meer dan een handvol bijdragen van vrouwen bevatte, namelijk 34. Het was ook de eerste editie van Britannica met biografieën van levende mensen. Zestien kaarten van de beroemde 9e editie van Stielers Handatlas werden exclusief vertaald naar het Engels, omgezet in imperiale eenheden, gedrukt in Gotha, Duitsland, door Justus Perthes 
en toegevoegd aan deze editie. 